# Jean Ier (seigneur de Monaco)
Pour les articles homonymes, voir Jean Ier.
Jean Ier de Monaco (italien : Giovanni Grimaldi), né en 1382 et mort en 1454, est le souverain de Monaco de janvier 1395 au 19 décembre 1395, du 5 juin 1419 au 3 octobre 1436, puis de novembre 1436 au 8 mai 1454.

## Biographie
Il est le frère des précédents (Ambroise et Antoine de Monaco), fils de Rainier II de Monaco et d'Isabella Asinari.
Il défait en 1431 près de Crémone, sur le Pô, le vénitien Nicolas Trevisani.

## Armoiries
| Blason | Blasonnement : Fuselé d'argent et de gueules. |